# صومعه آماراس
صومعه آماراس (ارمنی: Ամարաս վանք; انگلیسی: Amaras Monastery) یک صومعه حواری ارمنی واقع در نزدیکی سوس، در استان مارتونی جمهوری آرتساخ می‌باشد. این بنا به سبک معماری ارمنی طراحی شده‌است.